# Martin Bayer
Martin Bayer (* 20. prosince 1972, Poprad) je bývalý československý lyžař, sdruženář. Po skončení aktivní kariéry působí jako trenér.

## Lyžařská kariéra
Na XVI. ZOH v Albertville 1992 skončil v severské kombinaci v závodě jednotlivců na 41. místě. Na XVII. ZOH v Lillehammeru 1994 reprezentoval Slovensko a skončil v severské kombinaci v závodě jednotlivců na 52. místě.